# 盾叶唐松草
盾叶唐松草（学名：Thalictrum ichangense）为毛茛科唐松草属下的一个种。

## 扩展阅读
- 維基物種上的相關：盾叶唐松草